# LLYLM
LLYLM (abreviació de Lie Like You Love Me, lit. ‘Menteix com si m'estimessis’) és un senzill de la cantant catalana Rosalia publicat el 27 de gener del 2023 a través de Columbia Records. És el tercer senzill de l'artista i el primer en solitari després de l'àlbum Motomami.
Ha estat descrit com un tema de pop flamenc amb influències electròniques. També se n'ha parlat com d'una rumba.

## Promoció
Rosalia va penjar un avançament de 24 segons de la cançó el 6 de gener, de vacances a Tòquio amb la seva parella, Rauw Alejandro. Després el va esborrar i el 9 de gener en va publicar un altre de 30 segons que va mantenir a la xarxa. Finalment, el 18 de gener va anunciar el llançament oficial de LLYLM de la setmana següent.
En el procés de difusió del senzill va ser cabdal l'activitat de la intèrpret a la plataforma TikTok, que va generar molta expectació als seus seguidors.

## Contingut
Tot i que la lletra fa referència al proppassat àlbum Motomami, melòdicament recorda a l'anterior, El mal querer, que és el que va dur Rosalia a la fama.
Pel tros que se n'havia fet públic, s'esperava que fos en anglès, però al capdavall gran part de la cançó és en castellà.